# Strophurus
Strophurus es un género de geckos de la familia Diplodactylidae. Estos geckos son endémicos de Australia.
Contiene especies de geckos muy cercanos a los nocturnos y arborícolas Diplodactylus. Estas especies también han sido previamente clasificadas como Diplodactylus antes de unirse a este género. La característica más destacable de este género es la capacidad de proyectar una sustancia defensiva producida en una glándula de la cola .

## Especies
Se reconocen las siguientes 19 especies:
- Strophurus assimilis (Storr, 1988).
- Strophurus ciliaris (Boulenger, 1885).
- Strophurus elderi (Stirling & Zietz, 1893).
- Strophurus horneri Oliver & Parkin, 2014.
- Strophurus intermedius (Ogilby, 1892).
- Strophurus jeanae (Storr, 1988).
- Strophurus krisalys Sadlier, O’meally & Shea, 2005.
- Strophurus mcmillani (Storr, 1978).
- Strophurus michaelseni (Werner, 1910).
- Strophurus rankini (Storr, 1979).
- Strophurus robinsoni (Smith, 1995).
- Strophurus spinigerus (Gray, 1842).
- Strophurus spinula Sadlier, Beatson, Brennan & Bauer, 2023.[3]
- Strophurus strophurus (Duméril & Bibron, 1836).
- Strophurus taeniatus (Lönnberg & Andersson, 1913).
- Strophurus taenicauda (De Vis, 1886).
- Strophurus wellingtonae Storr, 1988.
- Strophurus williamsi Kluge, 1963.
- Strophurus wilsoni Storr, 1983.